# Омохундро, Джон Бейкер
Джон Бейкер Омохундро (англ. John Baker Omohundro), известный под прозвищем Техас Джек (или Тексас Джек, англ. Texas Jack; 26 июля 1846, возле Палмайры, США — 28 июня 1880, Ледвилл, США) — американский скаут, ковбой, актёр.
Джон Омохундро родился возле города Палмайра (Виргиния) в семье Джона Б. Омохундро и Кэтрин Бейкер. В юности он уехал в Техас, где работал ковбоем. Во время Гражданской войны он служил скаутом и курьером у генерала Джеба Стюарта. После окончания войны Омохундро вернулся в Техас. В это время он получил прозвище Техас Джек.
В 1869 году он переехал в Небраску, где познакомился с охотником на бизонов Буффало Биллом. Они вместе охотились и организовывали охоту для великого князя Алексея Александровича.
В 1872 году Буффало Билл и Техас Джек приехали в Чикаго, чтобы выступить в спектакле «Скауты прерий», который поставил писатель Нед Бантлайн по собственной пьесе. В спектакле принимали участие сам Бантлайн и итальянская танцовщица Джузеппина Морлакки. В сезоне 1873—1874 годов Техас Джек, Буффало Билл и присоединившийся к ним Дикий Билл Хикок играли в пьесе «Скауты равнин». В 1873 году Техас Джек женился на Джузеппине Морлакки.
В 1877 году он возглавил собственную актёрскую труппу. Он написал несколько статей для газет об охоте и скаутинге. Писатель Прентис Ингрехем сделал его героем своих приключенческих романов.
Техас Джек умер от пневмонии в 1880 году в Ледвилле и был похоронен в том же городе. Его сын Техас Джек-младший стал актёром, со своим шоу Дикого Запада он объехал весь мир.

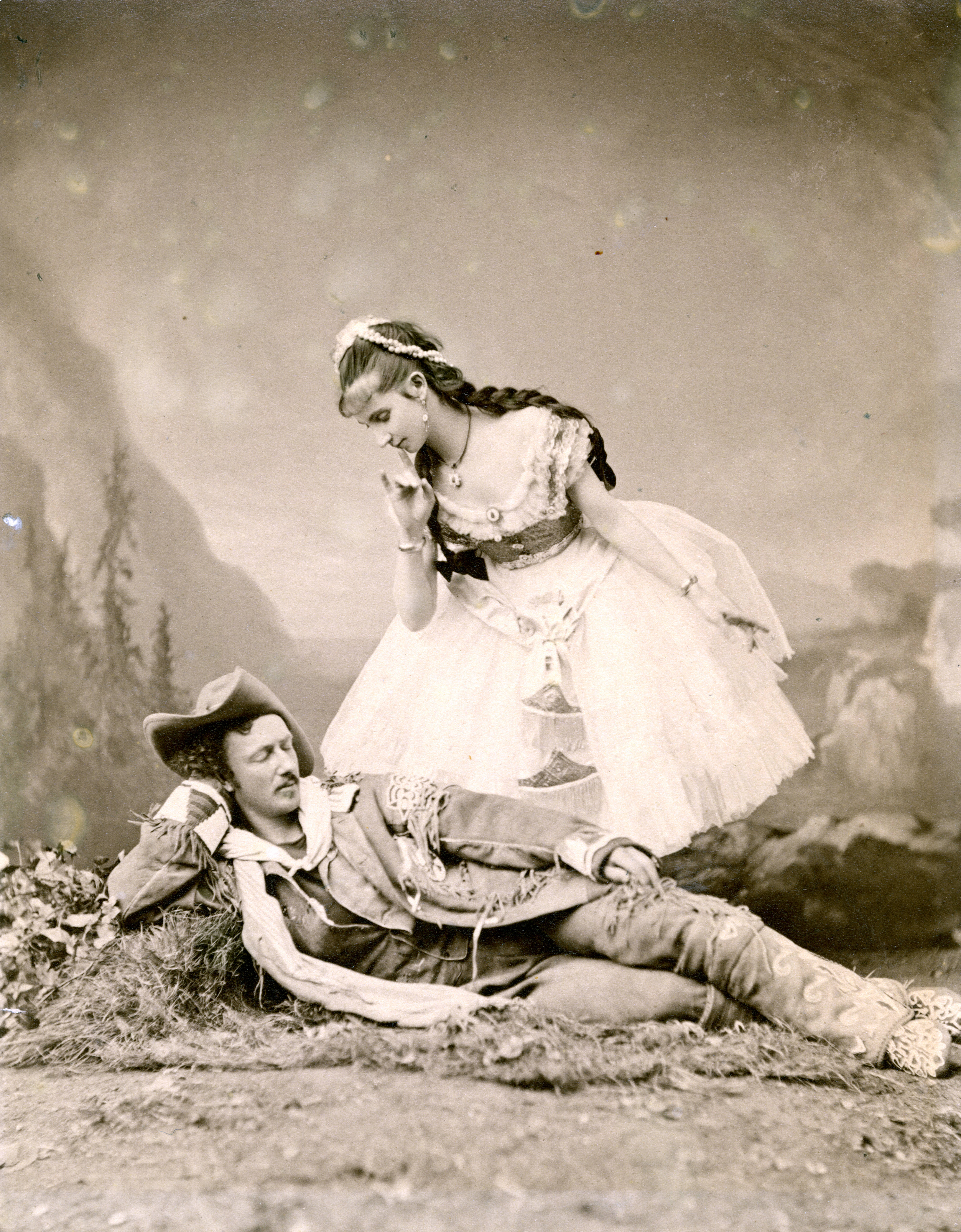
Техас Джек и Джузеппина Морлакки на сцене
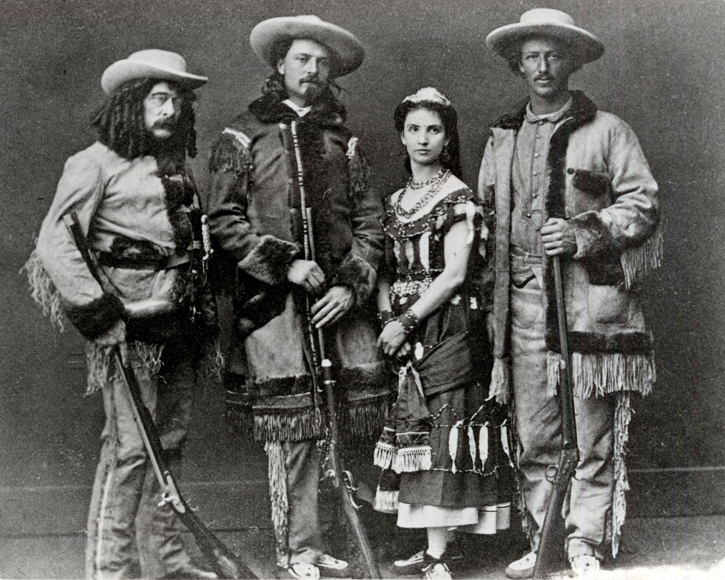
Нед Бантлайн, Буффало Билл, Морлакки, Техас Джек
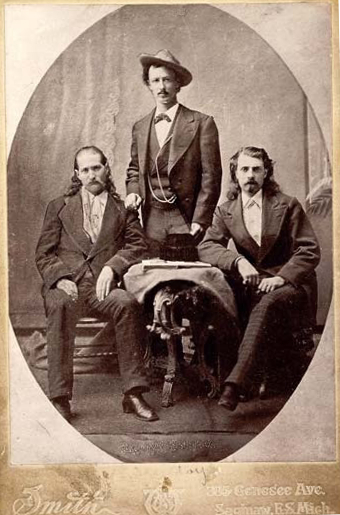
Дикий Билл, Техас Джек, Буффало Билл